# 117715 Carlkirby
117715 Carlkirby è un asteroide della fascia principale. Scoperto nel 2005, presenta un'orbita caratterizzata da un semiasse maggiore pari a 3,1288411 UA e da un'eccentricità di 0,0828353, inclinata di 10,32911° rispetto all'eclittica.
L'asteroide è dedicato all'astronomo statunitense Carl Kirby.